# Змислово (гміна Ютросін)
Змислово (пол. Zmysłowo, нім. Grunewald) — село в Польщі, у гміні Ютросін Равицького повіту Великопольського воєводства.
Населення — 66 осіб (2011).
У 1975-1998 роках село належало до Лешненського воєводства.

## Демографія
Демографічна структура станом на 31 березня 2011 року:
|          | Загалом | Допрацездатний вік | Працездатний вік | Постпрацездатний вік |
| -------- | ------- | ------------------ | ---------------- | -------------------- |
| Чоловіки | 32      | 8                  | 21               | 3                    |
| Жінки    | 34      | 11                 | 19               | 4                    |
| Разом    | 66      | 19                 | 40               | 7                    |